# Pan European Game Information
Pan European Game Information (PEGI /ˈpɛɡi/ "Peggy") là một hệ thống phân loại trò chơi điện tử của châu Âu dùng để giúp những người tiêu dùng châu Âu có được quyết định hợp lý khi mua trò chơi điện tử thông qua các gợi ý về độ tuổi và mô tả nội dung. Hệ thống này do Interactive Software Federation of Europe (ISFE) phát triển và đưa vào sử dụng trong tháng 4 năm 2003; nó thay thế nhiều hệ thống đánh giá tuổi quốc gia bằng một hệ thống châu Âu duy nhất. Hệ thống PEGI hiện đã được sử dụng ở hơn ba mươi quốc gia và dựa trên bộ quy tắc ứng xử, một bộ quy tắc mà mọi nhà xuất bản sử dụng hệ thống PEGI đều phải cam kết theo hợp đồng. Quy tắc tự điều chỉnh PEGI được bao gồm năm loại độ tuổi và tám bộ mô tả nội dung nhằm tư vấn cho sự phù hợp và nội dung của trò chơi cho một độ tuổi nhất định dựa trên nội dung trò chơi. Xếp hạng độ tuổi không nhằm để chỉ ra độ khó của trò chơi hoặc kỹ năng cần thiết để chơi nó.

## Xếp hạng độ tuổi
PEGI có năm loại.
| Xếp hạng | Chú thích | Độ tuổi |
| -------- | --- | ------- |
|          | Nội dung của các game được xếp hạng PEGI 3 phù hợp cho mọi lứa tuổi. Game không được có những âm thanh hay hình ảnh có thể gây sợ hãi trẻ nhỏ. Một số những thứ "bạo lực nhẹ nhàng" (như "bạo lực" mang tính trẻ nhỏ) có thể chấp nhận. Không được có những ngôn từ bạo lực hay chửi bậy. | 3+      |
|          | Nội dung game có cảnh hay âm thanh có thể gây sợ hãi trẻ nhỏ được xếp hạng loại này. Những thứ bạo lực không nghiêm trọng (ngụ ý, không rõ ràng, bạo lực không thực tế) và thô tục nhẹ có thể chấp nhận cho một game được xếp hạng PEGI 7. | 7+      |
|          | Những game có những thứ bạo lực rõ ràng và thực tế hơn một chút về những nhân vật tưởng tượng hay những bạo lực không thực tế về những nhân vật giống người được xếp vào loại này. Những thứ ám chỉ tình dục hay cơ quan tình dục có thế xuất hiện, nhưng những phát ngôn thô tục bạo lực hay chửi bậy chỉ được nhẹ nhàng. Cược tiền trong game như ngoài đời trong casino hay cá độ cũng có thể xuất hiện (ví dụ trò chơi bài ăn tiền). | 12+     |
|          | Xếp hạng này được áp dụng khi mức độ bạo lực (hay tình dục) đạt đến mức nó có thể giống như thực tế. Những phát ngôn trong game được xếp hạng PEGI 16 có thể thô tục và bạo lực hơn, trong đó game về may mắn cá cược, và sử dung thuốc lá, thức uống có cồn (rượu, bia), hay chất cấm có thể xuất hiện. | 16+     |
|          | Xếp hạng dành cho người lớn được áp dụng khi mức độ bạo lực đạt đến mức mạnh nhất, như bạo lực mạnh máu me, giết người tàn bạo, hay bạo lực với nhân vật không tự bảo vệ. Mức độ xuất hiện thường xuyên nhất của chất cấm, hành động tình dục thực tế hay ngôn ngữ bạo lực mạnh được xếp hạng loại này. | 18+     |

Thiết kế hiện tại đã được giới thiệu vào cuối năm 2010. Biểu tượng màu đen và trắng đã được sử dụng cho đến tháng 6 năm 2009, khi các biểu tượng PEGI được mã hoá màu đã được công bố, với màu xanh lá cây cho 3 và 7, hổ phách cho 12 và 16 và màu đỏ cho 18. Dấu hiệu Plus đã bị xóa khỏi biểu tượng và văn bản nền đã thay đổi từ 'ISFE' từ các biểu tượng cũ, các biểu tượng đen và trắng 'PEGI' chuyển từ các biểu tượng PEGI đã được mã hoá màu sắc mới. Thiết kế đó đã được thay đổi chút ít vào cuối năm 2010 bằng cách xóa hình mờ và khóa thanh URL bên dưới biểu tượng xếp hạng độ tuổi. Các trò chơi in lại từ năm 2010 hoặc trước đó thường vẫn hiển thị theo kiểu dáng cũ.